# Югославия
Югосла́вия — историческое государство в Южной Европе на Балканском полуострове, созданное в 1918 году. Имело выход к Адриатическому морю.
В Большую Югославию — до 1947 года унитарное государство (КСХС, Королевство Югославия), с 1947 года федеративное государство (ФНРЮ, СФРЮ) — входили 6 республик: Сербия, Хорватия, Словения, Македония, Черногория и Босния и Герцеговина, ныне все независимые. В Малую Югославию — (СРЮ) — входили ныне независимые государства Черногория и Сербия.
Идея государственно-политического объединения южнославянских этносов зародилась в XVII веке на территории Славонии и Хорватии и была развита в XIX веке хорватскими интеллектуалами-иллиристами. Югославия образовалась (как Королевство Сербов, Хорватов и Словенцев) после Первой мировой войны и распада Австро-Венгерской империи в начале XX века. В конце XX — начале XXI века страна распалась на несколько государств.
Государственным языком в результате сотрудничества сербских и хорватских лингвистов первоначально был сербохорватский или хорватосербский. После Второй мировой войны языки союзных республик были объявлены равноправными государственными языками, хотя сербохорватский и сербский пользовались относительным преимуществом. Основное население — южные славяне: боснийцы (бошняки), сербы, хорваты, словенцы, македонцы, черногорцы, а также неславянские народности — албанцы и венгры. Меньшими общинами были представлены турки, русины, словаки, румыны, болгары, итальянцы, чехи.

## История

### Королевство Югославия (1918—1945)

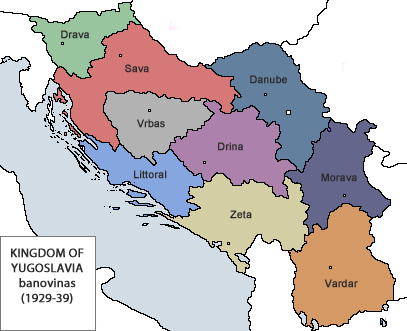
Административно-территориальное деление Югославии на бановины в 1929—1939 годах

После распада Австро-Венгрии в 1918 году югославянские земли Хорватии, Словении, Боснии и Герцеговины, Далмации, Сербии и Черногории объединились в государство, получившее название Королевство Сербов, Хорватов и Словенцев (КСХС). В 1929 году, после государственного переворота, оно было переименовано в Королевство Югославия (КЮ).

### Вторая мировая война

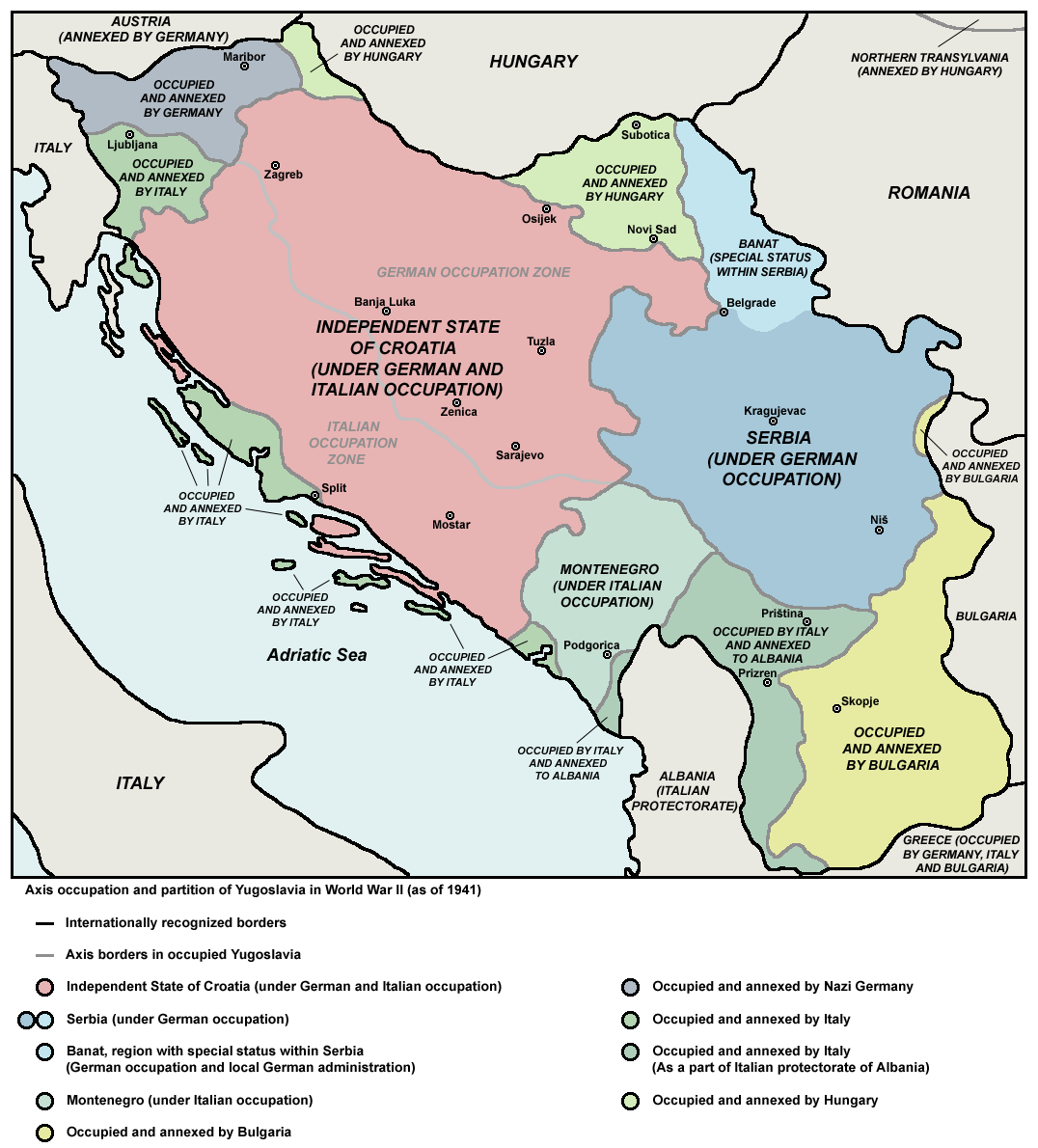
Оккупация Югославии странами «Оси»

В годы Второй мировой войны Югославия воевала на стороне Антигитлеровской коалиции, была оккупирована нацистской Германией в результате т. н. Апрельской войны. Кампания началась 6 апреля 1941 года с массированной бомбардировки практически незащищённого Белграда. Авиация Югославии и ПВО города были уничтожены в ходе первых же налётов, значительная часть Белграда была превращена в руины, потери гражданского населения исчислялись тысячами. Была разорвана связь между высшим военным командованием и частями на фронте, что предопределило исход кампании: миллионная армия королевства была рассеяна, захвачено не менее 250 тыс. пленных. Потери нацистов составили 151 убитыми, 392 ранеными и 15 пропавшими без вести.
После оккупации на территории Югославии развернулось обширное партизанское движение, по размаху самое значительное в Европе (не считая СССР). Оккупационными властями на территории страны было создано прогитлеровское Независимое государство Хорватия (Хорватия, Босния и Герцеговина). Воюя с гитлеровцами, глава коммунистического движения Иосип Броз Тито нашёл общий язык как с Западом, так и поначалу с СССР.
За весь свой период существования в НГХ было создано около 22 концентрационных лагеря. Одним из самых страшных лагерей, созданных в НГХ стал Ясеновац. Он состоял из 4 зон, где уничтожались сербы, евреи, цыгане, а также хорваты-диссиденты. Их тела сбрасывались в реки Саву и Струг. В январе 1942 года, в лагере были открыты два крематория, эти крематории проработали всего 3 месяца из-за недостатка топлива, по имеющимся данным в них погибло около 15 тысяч человек.
В конце ноября 1943-го был создан Национальный комитет освобождения Югославии, который исполнял роль Временного революционного правительства.
Партизанская война сербов против оккупантов, которая отчасти велась в горах, была на первых порах возглавляема сербским генералом Драголюбом Михайловичем, который сумел сплотить вокруг себя остатки югославской элиты. Михайловичу мешало то, что многие его сторонники и соратники были очень известными людьми, имевшими в Белграде и других городах родственников и имущество. Немцы же проводили политику кровавого шантажа, расстреливая несколько сотен специально отобранных людей. В результате такой политики Михайлович со временем занял такую позицию, что некоторые его командиры договаривались с немецкими и итальянскими войсками, что те не будут трогать их в горных районах, в обмен на что партизаны будут предпринимать более редкие попытки вылазок против врага, или же не будут предпринимать их вовсе. Вот как отзывается о Михайловиче Уинстон Черчилль: «Тот, кто остался непоколебим в подобных тяжелейших условиях, может клеймить Михайловича, однако история, более справедливая, не вычеркнет это имя из списка сербских патриотов».
Согласно мемуарам Черчилля, партизан Тито не останавливали кровавые репрессии против мирного населения и сожжение деревень. Течения партизанских движений вскоре вступили в конфликт- партизаны Тито осознанно нарушали соглашения, которые были заключены четниками с оккупантами. После этого оккупанты стали расстреливать заложников из числа четников, а четники, в ответ на действия партизан Тито, стали выдавать немцам информацию об их местоположении.
В октябре 1944 Черчилль, во время визита в Москву, вручил Сталину проект по договоренности о сферах влияния в Европе- Югославия, как и Венгрия, была поделена в сферах влияния 50 на 50 %- Сталин сразу же принял этот проект. Влияние ещё никогда до этого не определялось в процентах, так как коэффициента «податливости» не существовало, да и не может существовать. Влияние, прежде всего, определялось наличием соперничающих вооружённых сил в стране или в регионе- таким образом Югославия получала свободу действий, так как находилась в советской оккупации малый срок, все же другие страны, которые были поделены в процентном соотношении Черчиллем и Сталиным (кроме Греции, в которой находились британские войска), независимо от процентов на бумаге, становились, де-факто, государствами- сателлитами СССР.
Уинстон Черчилль считал будущим Югославии демократическую модель, опирающуюся на крестьянство. Тито заверял Черчилля, что у него нет желания вводить коммунистическую систему в Югославии, однако публично подтверждать свою позицию по Югославии Тито отказался, сославшись на то, что такое заявление может создать впечатление о том, будто ему (Тито) эту мысль навязали.
Раздел же Югославии на сферы влияния 50 на 50 должен был, согласно Черчиллю, например, помочь Югославии предотвратить столкновения между хорватами и словенцами с одной стороны и мощными сербскими элементами с другой, а также поспособствовать выработке совместной дружественной политики по отношению к Тито.
Что касается Потерь Югославии во Второй мировой войне, то их оценка крайне колеблется — реальные потери исчисляются от 1 млн человек до 1 млн 800 тысяч человек в работах различных исследователей, однако большинство серьёзных исследований говорит об оценке, близкой к миллиону человек.

### Несостоявшаяся «Великая Югославия»
После войны Иосип Броз Тито предполагал создание Великой Югославии в рамках реализации планов создания Балканской Федерации, рассматривавшихся им совместно со Сталиным и Димитровым. Тито рассчитывал сформировать социалистическую федерацию с центральной властью Белграда из территории Первой Югославии, а также Болгарии и Албании в качестве федеральных республик. Поначалу были созданы югославо-албанский и югославо-болгарский экономическо-таможенные союзы с интеграцией албанской экономики в югославскую, однако затем ни Великая Югославия, ни хотя бы присоединение к Югославии Албании реализованы не были ввиду возникших разногласий с руководством Албании и Болгарии, а затем и разрыва со Сталиным.

### Социалистическая Югославия (1945—1991)

Административно-территориальное деление СФРЮ

Югославия была федерацией из шести социалистических республик под названиями: Демократическая Федеративная Югославия (с 1945), Федеративная Народная Республика Югославия (ФНРЮ) (с 1946), Социалистическая Федеративная Республика Югославия (СФРЮ) (c 1963).
В качестве модели национального строительства в социалистической Югославии был избран федерализм. Согласно Конституции СФРЮ, принятой в 1974 г., субъектами федерации являлись шесть социалистических республик и два автономных социалистических края. Все народы Югославии были признаны равноправными. Титовская национально-государственная реформа привела к определённым успехам: стали постепенно забываться этнические чистки военных лет, в стране снизился накал межэтнических отношений. Руководство страны заявило о появлении новой наднациональной этнической общности — югославского народа. Количество людей, считающих себя югословенами (как правило, это были люди, рождённые в смешанных браках), увеличивалось от переписи к переписи, к моменту распада Югославии их доля в населении страны превысила 5 %.
Разногласия между лидером коммунистической партии Югославии Иосипом Броз Тито и Сталиным привели к разрыву отношений с СССР, в 1948 году югославская компартия была исключена из Информбюро. В 1949 году советское руководство разорвало Договор о дружбе, взаимной помощи и послевоенном сотрудничестве с Югославией. Началась пропагандистская кампания, направленная на дискредитацию югославского руководства. Хотя, после смерти Сталина, она утратила былую активность, Югославия не стала членом Организации Варшавского договора, а напротив, в противовес и ей, и НАТО создала Движение неприсоединения, включавшее преимущественно деколонизированные страны. В годы правления Тито Югославия играла роль посредника между Западом и некоторыми коммунистическими режимами (такими, как маоистский Китай).
Режим Иосипа Броз Тито играл на противоречиях между государствами западного и восточного блоков, что позволяло Югославии в послевоенные десятилетия довольно быстро развиваться.

### Процессы децентрализации в Югославии
Экономическая и политическая системы послевоенной Югославии начинали строиться по советскому образцу, но конфликт с Информбюро, произошедший в 1949 году, стал предпосылкой к трансформации строящегося уклада. После этого конфликта был принят закон, задавший тенденцию развития югославского общества на десятилетия вперёд — «Основной закон об управлении государственными хозяйственными предприятиями и высшими хозяйственными объединениями со стороны трудовых коллективов». Формально этот закон лишь давал право рабочим коллективам избирать рабочий совет, обладающий всей полнотой власти на предприятии, однако, с другой стороны, именно он открыл путь на децентрализацию Югославии.
Следующим шагом на этом пути стал закон «Об основах общественного и политического устройства Федеративной Народной Республики Югославии и о союзных органах власти», который закреплял принципы самоуправления и частично распространял их на политическую сферу. Заданный курс укрепили постановления 6-го съезда КПЮ, прошедшего в 1952 году, который установил, что в условиях новой общественно-политической системы, в основу которой положены принципы рабочего самоуправления, главной задачей партии является идейно-политическая работа по воспитанию масс. Эта формулировка была закреплена новым уставом СКЮ, принятым на этом съезде.
Курс на децентрализацию государства в общественном сознании укрепил ряд статей видного политического деятеля Милована Джиласа в газете «Борба», вышедших зимой 1953/54, где автор требует продолжения демократизации страны. Эти статьи взорвали общественное мнение, и, вероятно, отчасти поэтому взятый курс был продолжен, несмотря на некоторые сомнения в верховном руководстве страны.
С принятием в 1963 году новой конституции государство получило новое название — Социалистическая Федеративная Республика Югославия (СФРЮ). Расширились права республик и краёв, они получили большую экономическую самостоятельность.
В Югославии постепенно нарастали социальные и национальные противоречия. В мае 1968 в Белграде прошли студенческие демонстрации под лозунгом «Долой красную буржуазию!». В ноябре 1968 прошли первые националистические демонстрации косовских албанцев в Косово. В 1971 в Хорватии возникло движение, ставившее своей целью расширение прав Хорватии в федерации, а также проведение демократических и экономических реформ (так называемая Хорватская весна). Но демонстрации хорватов разгонялись, последовали чистки партийного руководства Хорватии и Сербии.
В 1971—1972 годах реформистские движения в Словении, Хорватии и Сербии во главе с лидерами республиканских союзов коммунистов стали набирать силу, и Тито понял, что это представляет угрозу для его режима. В 1971 году им было покончено с «хорватской весной» (так называемыми «националистами»), а в 1972 году были разгромлены «либералы» в Сербии. Та же участь постигла и словенских «технократов», а также реформистов в союзах коммунистов Македонии и Боснии и Герцеговины.
Принятая в 1974 новая конституция СФРЮ значительно расширила полномочия союзных республик и наделила такими же правами автономные края Сербии — Воеводину и Косово.
После смерти Тито в 1980 году в условиях экономических трудностей в 1981 году начался конфликт в Косово.

### Распад Югославии

Распад Югославии

Факторами распада Югославской федерации считают смерть Тито и фиаско проводимой его преемниками экономической и национальной политики, распад мировой социалистической системы, всплеск национализма в Европе (причём не только в странах Центрально-Восточного региона). В 1990 году во всех шести республиках СФРЮ были проведены местные выборы. Победу на них всюду одержали националистические силы.
Ввиду нарастающих национальных разногласий по завещанию Тито после его смерти пост президента страны был упразднён, а во главе страны встал Президиум, члены которого (главы союзных республик и автономных областей) ежегодно сменяли друг друга поочерёдно. Кратковременное экономическое чудо в середине 1980-х гг. закончилось стремительной инфляцией и развалом экономики, что привело к обострению отношений между экономически более развитыми Сербией, Хорватией и Словенией, и остальными республиками.
В ходе политического кризиса в 1991 году отделились четыре из шести республик: Словения, Хорватия, Босния и Герцеговина, Македония.

## Религия и этнос (преимущественно до Второй мировой войны)
Созданная Югославия стала, если можно так сказать, мечтой южнославянской интеллигенции, но для успешного создания и существования такого государства необходимо было пересечь исторически сложившуюся черту, разделившую Западную и Восточную Римскую империю (в основном это разделение шло по религии: католицизм и православие). Эта черта проходила примерно по границе между Хорватией и Сербией, которые за всю историю своего соседства никогда не являлись единой территориальной единицей.
Коммунистическая терминология использовала понятие «нация» для описания конституционных народов (сербов, хорватов, словенцев, мусульман, македонцев и черногорцев) и понятие «национальность» для описания неконституционных народов, например венгров и албанцев. Послевоенный лозунг «Братство и единство» обозначил официальную этническую политику в стране: народы Югославии — это равноправные группы, сосуществующие на мирных основах в федерации. Термин «мусульмане» в Югославии с 1971 года был скорее этническим, а не религиозным, этим термином называли южных славян, чьей религией был ислам. Это понятие не включало в себя неславянские народы Югославии, которые исповедовали ислам. Мусульмане были признаны одним из шести конституционных народов Югославии.
В Боснии и Герцеговине примерно половина населения (50,7 %), по данным переписи 2013 года, мусульмане. Христиан чуть меньше — 45,9 % в совокупности, причём 30,7 % — православные, 15,2 % являются католиками. По этнической принадлежности, все по тем же данным, 50,11 % отождествляют себя с босняками, 30,78 % считают себя сербами и 15,43 % сказали, что они хорваты. До Второй мировой войны сербы составляли большую часть населения Боснии и Герцеговины, но в период Второй мировой, в результате переселения в Боснию и Герцеговину хорватов и мусульман, а также из-за геноцида сербов, численность сербов заметно сократилась.
Хорваты, чья нация формировалась в крайне сложных условиях, имели два основных идеологических течения: хорватский югославизм и национальный радикализм (великохорватизм). Приверженцы великохорватской идеологии претендовали на все южнославянские земли, считая их население хорватским. Словенцев они называли «хорватами-горцами», существование сербского и мусульманского народов отвергалось. Однако реально сторонники великохорватской идеи стремились к обеспечению господства хорватского национального сознания в самой Хорватии, Славонии и Далмации, а также к присоединению Боснии и Герцеговины к Хорватии.
Оформление национально-государственной идеологии хорватского национал-радикализма относится к рубежу XIX—XX веков. Она утрачивает демократический характер и становится во многом выражением крайнего хорватского этнического национализма, прежде всего, по отношению к сербам. Для определённой части этого течения было характерно отождествление понятий «хорват» и «католик». Идеологи партии хорватских национал-радикалов Й. Франка отрицали само существование сербов на территории Хорватии как этнической и религиозной общности, политически они ориентировались на Вену. Вот что писал один из видных представителей данного движения И. Кршняви: «У нас один и тот же язык, но сербов и хорватов разделяют глубокие культурные и политические отличия». Радикальные сторонники моноэтнического хорватского государства партии Й. Франка отвергали требования сербского национального движения о предоставлении сербам равных с хорватами политических прав. Признание равноправия сербов, по мнению сторонников Франка, привело бы к созданию «государства в государстве» в Хорватии.
Праворадикальный фланг, в отличие от леворадикального, в основном представленного Коммунистической партией Югославии, в годы, предшествующие Второй мировой войне, имел различные течения. Самыми заметными из них являлись хорватское движение усташей и созданное в 1935 году «Югославское народное движение ЗБОР», во главе которого стоял экс-министр финансов Димитрий Летич. Усташское течение базировалось на ультранационалистической хорватско-сепаратистской основе и было нелегальным, «ЗБОР», действовавший до ноября 1940-го легально, выступал за укрепление Югославии на централистских началах. Идеология «ЗБОРА» базировалась на патриархально-сербском традиционализме. Концептуальные основы «ЗБОРА» были пронизаны православно-клерикальной окрашенностью, в этих концепциях соединялся как антикоммунизм, так и антизападничество (обличение либерализма и политического плюрализма). И коммунизм, и западный либерализм трактовались как порождение мировых зловредных сил, коими были, в представлении Летича, евреи и масоны.
Непосредственно в период с конца 30-х по 1941 год общественное внимание сосредоточилось на форме государственного устройства Югославии, особенно остро этот вопрос встал с подписанием соглашения Цветкова-Мачека в августе 1939 года и образованием бановины (автономии) Хорватия. В целом у югославского правительства и администрацией бановины установилось более менее хорошее партнёрство. В бановине проживало более 4 миллионов человек, из которых 20 % были хорватами и 4 % были мусульманами.
Усташи же расценили соглашение Цветкова-Мачека как предательство. Усташскими активистами, вернувшимися из Италии, была организована компания по обличению не только белградского режима, как раньше, но и Мачека с его соратниками; компания велась раздачей листовок и т. д., также в Загребе были проведены террористические акты (как в общественных местах, так и в местах проживания Мачека и его соратников).
С созданием хорватской автономии, то есть бановины, соглашение Цветкова-Мачека обозначило перспективу развития Югославии как государства федеративного толка на основе автономий по этническому принципу. Соглашение Цветкова-Мачека явилось "ключом, открывшим своеобразный «ящик Пандоры», ведь, с одной стороны, оно актуализировало и обострило противоречия между сторонниками федерализма и унитарного государства, а с другой стороны, оно разожгло и без того не утихающие между различными народами Югославии споры об этнической принадлежности тех или иных территорий (в особенности территорий, имеющих высокую этническую и конфессиональную неоднородность). Однако этническая проблематика стала видна ещё с образованием Югославии — три основных югославских народа начинают считаться одной нацией, о чём во многом свидетельствует выбранный государственный девиз: «один король, один народ, одна держава». Унификация вызвала недовольство со стороны всех этносов, в том числе, сербов, и тем более албанцев, которые не были признаны отдельным этносом на официальном уровне.
Самым распространённым мнением о способе федеративного устройства Югославии было мнение о трёх автономиях в составе Югославии: сербской, хорватской и словенской, причём по поводу словенской автономии споров практически не было, однако они велись о территориальных границах сербской и хорватской автономий. Сербские противники соглашения были против произошедшего включения в хорватскую автономию районов Воеводины и Боснии и Герцеговины, многие деятели политической организации «Сербский культурный клуб» выступали за создание сербской автономии, включающей саму Сербию, а также Воеводину, Боснию и Герцеговину, Черногорию и Македонию. Такое видение сербской автономии выражало, с одной стороны, желание защитить сербское население на территории, где оно могло подвергнуться различного рода ущемлению, с другой стороны, идеи доминации сербского этноса даже на территориях с большинством населения несербского происхождения (Македония), а также идеи образования сербской автономии, охватывающей большую часть Югославии.
Обострению внутренних межконфессиональных и межэтнических противоречий поспособствовала и попытка заключения в 1935 году конкордата между правительством Югославии и Ватиканом (что давало Католической Церкви большие права) и последующая его неудавшаяся ратификация в 1937 году — это вызвало недовольство сербских националистов и Сербской Православной Церкви. С внешнеполитической точки зрения заключение конкордата было направлено на установление более тесных отношений Югославии с Италией Бенито Муссолини.
На бытовом уровне трения между национальностями выражались в анекдотичных формах трактования аббревиатуры СХС: версия хорватов и словенцев была «Srbe Носе Sve» («сербы хотят все»), а версия сербов- «Samo Hrvati Smetaju» («только хорваты все испортят»).

## Состав

### Большая Югославия

#### Королевство Сербов, Хорватов и Словенцев (КСХС), Королевство Югославия (КЮ)
- Дравская бановина
- Приморская бановина
- Зетская бановина
- Савская бановина
- Моравская бановина
- Врбасская бановина
- Дринская бановина
- Вардарская бановина
- Дунайская бановина
- Белград
- Хорватская бановина (с 1939) — возникла в результате объединения Савской и Приморской бановин

#### Федеративная Народная Республика Югославия (ФНРЮ), Социалистическая Федеративная Республика Югославия (СФРЮ)
Социалистическая Югославия состояла из социалистических республик (до 1963 года — народных республик); кроме того, в составе Сербии имелись два социалистических автономных края (до 1963 года — автономных областей).
| Официальное название                             | Столица   | Флаг   | Герб | Площадь, км² | Население, тыс. чел (на 30 июня 1976) |
| ------------------------------------------------ | --------- | ------ | ---- | ------------ | ------------------------------------- |
| Социалистическая Республика Босния и Герцеговина | Сараево   |        |      | 51 129       | 4021                                  |
| Социалистическая Республика Македония            | Скопье    |        |      | 25 713       | 1797                                  |
| Социалистическая Республика Сербия               | Белград   |        |      | 88 361       | 8843                                  |
| Социалистический автономный край Косово          | Приштина  | 10 887 | 1429 |              |                                       |
| Социалистический автономный край Воеводина       | Нови-Сад  | 21 506 | 1989 |              |                                       |
| Социалистическая Республика Словения             | Любляна   |        |      | 20 251       | 1782                                  |
| Социалистическая Республика Хорватия             | Загреб    |        |      | 56 538       | 4514                                  |
| Социалистическая Республика Черногория           | Подгорица |        |      | 13 812       | 563                                   |

### Малая Югославия

#### «Третья Югославия» — Союзная Республика Югославия (СРЮ)
- Сербия (союзная республика)
  - Косово и Метохия (автономный край, фактически — международный протекторат)
  - Воеводина (автономный край)
- Черногория (союзная республика)

| Югославия (1916—2006)                   | Югославия (1916—2006)                    | Югославия (1916—2006)                                                                                      | Югославия (1916—2006)                                    | Югославия (1916—2006)                  | Югославия (1916—2006) | Югославия (1916—2006) | Югославия (1916—2006) | Югославия (1916—2006) |
| --------------------------------------- | ---------------------------------------- | --- | -------------------------------------------------------- | -------------------------------------- | --- | --- | --- | --- |
| до 1918 года                            | 1918 год                                 | 1918—1941 год                                                                                              | Вторая мировая                                           | 1946 год                               | 1946—1991 годы | 1991—2006 годы | с 2006 года | с 2006 года |
| Герцогство Крайна                       | Государство словенцев, хорватов и сербов | Королевство Югославия (до 1929 «Королевство сербов, хорватов и словенцев») (с 1924 года также часть Риеки) | Люблянская провинция (в составе Италии)                  | Демократическая Федеративная Югославия | Социалистическая Федеративная Республика Югославия (до 1963 «Федеративная Народная Республика Югославия») (с 1954 года также часть Триеста) | Словения | Словения | Словения |
| Хорватия и Славония, Далмация, Приморье | Государство словенцев, хорватов и сербов | Королевство Югославия (до 1929 «Королевство сербов, хорватов и словенцев») (с 1924 года также часть Риеки) | Независимое государство Хорватия (захватила Боснию)      | Демократическая Федеративная Югославия | Социалистическая Федеративная Республика Югославия (до 1963 «Федеративная Народная Республика Югославия») (с 1954 года также часть Триеста) | Хорватия (в 1991—1995 годах на территории Хорватии также находилась самопровозглашённая Республика Сербская Краина)                | Хорватия (в 1991—1995 годах на территории Хорватии также находилась самопровозглашённая Республика Сербская Краина)                | Хорватия (в 1991—1995 годах на территории Хорватии также находилась самопровозглашённая Республика Сербская Краина)                |
| Босния в составе Австро-Венгрии         | Государство словенцев, хорватов и сербов | Королевство Югославия (до 1929 «Королевство сербов, хорватов и словенцев») (с 1924 года также часть Риеки) | Независимое государство Хорватия (захватила Боснию)      | Демократическая Федеративная Югославия | Социалистическая Федеративная Республика Югославия (до 1963 «Федеративная Народная Республика Югославия») (с 1954 года также часть Триеста) | Босния и Герцеговина (в 1991—1995 годах: Республика Босния и Герцеговина и самопровозглашённые Республика Сербская и Герцег-Босна) | Босния и Герцеговина (в 1991—1995 годах: Республика Босния и Герцеговина и самопровозглашённые Республика Сербская и Герцег-Босна) | Босния и Герцеговина (в 1991—1995 годах: Республика Босния и Герцеговина и самопровозглашённые Республика Сербская и Герцег-Босна) |
| Воеводина как часть Транслейтании       | Банат, Бачка и Баранья, Республика Банат | Королевство Югославия (до 1929 «Королевство сербов, хорватов и словенцев») (с 1924 года также часть Риеки) | Банат (управление фольксдойче), Оккупированная Воеводина | Демократическая Федеративная Югославия | Социалистическая Федеративная Республика Югославия (до 1963 «Федеративная Народная Республика Югославия») (с 1954 года также часть Триеста) | Союзная Республика Югославия (Сербия и Черногория)                                                                                 | Сербия и Черногория (Сербия и Черногория)                                                                                          | Сербия |
| Королевство Сербия                      | Королевство Сербия                       | Королевство Югославия (до 1929 «Королевство сербов, хорватов и словенцев») (с 1924 года также часть Риеки) | Сербия (Ужица)                                           | Демократическая Федеративная Югославия | Социалистическая Федеративная Республика Югославия (до 1963 «Федеративная Народная Республика Югославия») (с 1954 года также часть Триеста) | Союзная Республика Югославия (Сербия и Черногория)                                                                                 | Сербия и Черногория (Сербия и Черногория)                                                                                          | Сербия |
| Королевство Сербия                      | Королевство Сербия                       | Королевство Югославия (до 1929 «Королевство сербов, хорватов и словенцев») (с 1924 года также часть Риеки) | Косово в составе Албании                                 | Демократическая Федеративная Югославия | Социалистическая Федеративная Республика Югославия (до 1963 «Федеративная Народная Республика Югославия») (с 1954 года также часть Триеста) | Союзная Республика Югославия (Сербия и Черногория)                                                                                 | Сербия и Черногория (Сербия и Черногория)                                                                                          | Косово (с 2008 года независимость)                                                                                                 |
| Королевство Черногория                  | Королевство Сербия                       | Королевство Югославия (до 1929 «Королевство сербов, хорватов и словенцев») (с 1924 года также часть Риеки) | Королевство Черногория                                   | Демократическая Федеративная Югославия | Социалистическая Федеративная Республика Югославия (до 1963 «Федеративная Народная Республика Югославия») (с 1954 года также часть Триеста) | Союзная Республика Югославия (Сербия и Черногория)                                                                                 | Сербия и Черногория (Сербия и Черногория)                                                                                          | Черногория |
| Вардарская бановина (часть Сербии)      | Королевство Сербия                       | Королевство Югославия (до 1929 «Королевство сербов, хорватов и словенцев») (с 1924 года также часть Риеки) | Независимая республика Македония                         | Демократическая Федеративная Югославия | Социалистическая Федеративная Республика Югославия (до 1963 «Федеративная Народная Республика Югославия») (с 1954 года также часть Триеста) | Северная Македония | Северная Македония | Северная Македония |